# Princezna na hrášku

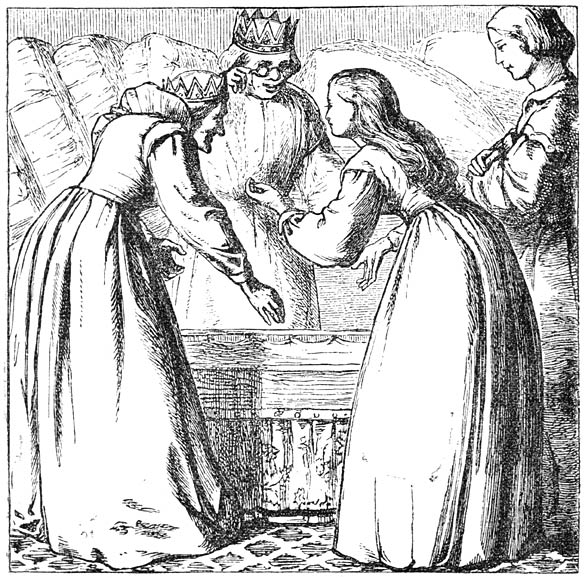
Princezna na hrášku, Alfred Walter Bayes.

Princezna na hrášku (dánsky Prinsessen paa Ærten) je pohádka dánského spisovatele Hanse Christiana Andersena. Příběh poprvé vyšel v Kodani 8. května 1835.
Andersen tento příběh slyšel jako dítě a je pravděpodobné, že zdrojem je lidový materiál pravděpodobně ze Švédska, protože v dánské tradici ústního vyprávění tento příběh známý není. Ani Princezna na hrášku, ani další dva příběhy vydané společně s touto pohádkou nebyly dánskými kritiky přijaty dobře. Vyčítali jim líbivý styl a absenci morálky.
Příběh o extrémní fyzické citlivosti rozhodně nebyl nový. Jedna indická legenda vypráví o muži, který spal na sedmi matracích a přesto se probudil v bolestech. Jeden italský příběh zase vypráví o ženě, které musela být obvázána noha poté, co na ni dopadl jasmínový květ.
Bratři Grimmové zahrnuli tuto pohádku do své sbírky Kinder- und Hausmärchen, ale vyškrtli ji poté, co zjistili, že je součástí dánské literární tradice.

## Příběh
Příběh vypráví o princi, který se chce oženit s princeznou, ale má potíže najít vhodnou manželku. Něco je vždy špatné s dívkami, se kterými se setkává. Jedné bouřlivé noci (u Andersena je to vždy předzvěst život ohrožující situace, nebo příležitost pro romantické setkání) hledá na zámku útočiště mladá, deštěm promočená žena. Tvrdí, že je princezna a princova matka se ji rozhodne vyzkoušet. Nabídne dívce útočiště na noc a pod 20 matrací umístí hrášek. Princezna příští ráno tvrdí, že měla bezesnou noc a budilo ji cosi tvrdého v posteli, co jí způsobilo modřiny. Princ se zaraduje, protože jen pravá princezna by projevila takovou citlivost. Proběhne svatba a hrášek je umístěn v královském muzeu.